# Alan Jack
 (décembre 2016).
Si vous disposez d'ouvrages ou d'articles de référence ou si vous connaissez des sites web de qualité traitant du thème abordé ici, merci de compléter l'article en donnant les références utiles à sa vérifiabilité et en les liant à la section « Notes et références ».
Jack Braud, dit Alan Jack, né le 3 août 1944 à Louans en Indre-et-Loire et mort à Tours le 21 novembre 1995, est un organiste, pianiste, compositeur, chanteur de blues français. Il a été à l'origine des groupes Les Gentlemen, Alan Jack Group, Alan Jack Civilization, Zig-Zag, Alan-Jack Mutation, Magnum, Alan Jack And The Nordett's et Alan Jack Post-Civilization.

## Biographie
Dès les années 1960, Alan Jack fréquente les lieux importants du rock 'n' roll à Paris, tels que le Golf Drouot, la Locomotive, l'Alhambra (avec Spencer Davis, Bill Haley, Pretty Things), l'Olympia, ...
Il crée plusieurs groupes : Les Gentlemen (1960 à 1964), Alan Jack Group (1965 à 1968) avec René Guérin, et surtout Alan Jack Civilization (1969-1970) avec R. Fontaine, C. Olmos, et J. Falissard, qui enregistrent en 1969 Bluesy Mind, leur premier album sur le label BYG Records, ainsi qu'un 45T Shame on you.
En 1970, Alan Jack enregistre le 45T J'ai besoin de la Terre avec Alain Pewzner et René Guérin qui partiront par la suite avec le groupe Martin Circus.
De 1970 à 1974, il vit en communauté dans une ferme de Touraine où va naître Zig-Zag, une communauté qui regroupe une vingtaine de musiciens, avec Benoit Blue Boy et Patrick Verbeke.
En juillet 1974 c'est sous le nom d' Alan-Jack Mutation, avec Jean-Jacques Denis (Guerbé) et Jean-Michel Padovani, qu'il fera une tournée en Italie.
En 1976, il forme le groupe Magnum avec Patrick Verbeke, Jo Lebb, Coco Ameziane, Jean-Pierre Prévotat, Jacky Chalard et Dominique Frideloux.
Au début des années 1980, toxicomane, il rejoint une communauté thérapeutique du Patriarche. Il y rencontre le batteur et guitariste Vincent Girault, fils du sénateur-maire de Caen Jean-Marie Girault.
À partir de 1986, le Alan Jack GB’s (avec Cok Germain, Stéphane Barral, Olivier Gicquel) joue des reprises de Rhythm and blues et quelques morceaux de Jack. Il crée la même année le groupe Alan Jack And The Nordett's qui se produit pendant cinq ans en France, Belgique, Hollande, et Suisse.
Début 1992, avec le Alan Jack Post Civilization, avec Mis Pierô au chant et aux percussions, accompagné d'une guitare, d'une basse et d'une batterie, il enregistre un premier album en français.
Alan Jack meurt à Tours en 1995.

## Discographie
- 1968 : Un très vieil homme - 45T (Disques Vogue)
- 1969 : Bluesy Mind - 33T (BYG Records)
- 1969 : Shame on you | Baby don't you come back home - 45T (BYG Records)
- 1970 : N'y change rien | J'ai besoin de la Terre - 45T (BYG Records)
- 1993 : Post - CD (SBES)
- 1997 : Bluesy Mind réédité en CD (Spalax music)

## Filmographie
- 1969 : Le Désirable et le sublime de José Benazeraf